# 한국교육방송공사의 텔레비전 프로그램 목록
다음은 한국교육방송공사의 텔레비전 프로그램을 방송된 순서로 나열 및 정리한 것이다.
- 표기 방식
  - 장르 프로그램 제목 (방송 기간)

- 장르 구분

| S  | 보도 · 시사        |
| I  | 교양               |
| DO | 다큐멘터리         |
| V  | 연예 · 오락 · 예능 |
| M  | 음악               |
| Q  | 퀴즈               |
| DR | 국내 드라마        |
| F  | 외화 드라마        |
| AN | 만화 · 애니메이션  |

## ㄱ
- AN 강철수염과 게으른 동네 (2006년 2월 27일 ~ 2006년 4월 14일, 2007년 8월 27일 ~ 2008년 2월 22일, 2010년 2월 22일 ~ 2011년 2월)
- DR 감성세대 (1996년 9월 7일 ~ 1998년 2월 27일)
- AN 개구쟁이 스머프 (2020년 ~ 2021년)
- AN 개구리 왕눈이 (2009년 8월 12일 ~ 2010년 1월 24일)
- DR 갤럭시 안전 프로젝트 (2016년 9월 22일 ~ 2016년 12월 16일)
- DR 갤럭시 프로젝트 (2015년 9월 3일 ~ 2015년 12월 17일)
- AN 고, 디에고, 고! (2007년 9월 2일 ~ 2008년 2월 24일)
- AN 고민 있어요! 하나 아줌마 (2007년 8월 29일 ~ 2008년 2월 20일)
- AN 고양이 파피 (2011년 9월 2일 ~ 2012년 2월 24일)
- I 고양이를 부탁해 HD (2018년 3월 2일 ~ 2018년 8월 17일, 2018년 9월 1일 ~ 2019년 3월 30일, 2019년 4월 5일 ~ 2019년 8월 16일, 2019년 8월 31일 ~ 2020년 3월 28일, 2020년 4월 3일 ~ )
- AN 곤 HD (2012년 8월 27일 ~ 2013년 2월 19일 | 2014년 9월 4일 ~ 2015년 2월 19일)
- V 과학실험 사이펀 (2009년 2월 26일 ~ 2010년 8월 19일)
- V 과학실험 하와이 (2008년 8월 27일 ~ 2009년 2월 19일)
- I 곽준빈의 세계 기사식당 HD (2023년 7월 8일 ~ 2023년 9월 24일 | 2024년 6월 15일 ~ 2024년 8월 31일 | 2025년 1월 4일 ~ 2025년 3월 22일)
- AN 그림 그려줘, 루이 (2007년 8월 30일 ~ 2008년 2월 22일, 2008년 2월 25일 ~ 2010년 8월 22일, 2011년 9월 4일 ~ 2012년 2월 26일, 2018년 ~ 2019년 2월)
- DO 글로벌 특선 다큐 HD (2019년 4월 3일 ~ )
- I 금요극장 HD (2011년 3월 4일 ~ 2024년 2월 16일)
- I 극한 직업 HD (2008년 2월 27일 ~ )
- I 공부의 왕도 HD (2009년 8월 25일 ~ 2013년 2월 24일)
- I 글로벌 특강 - 테드 (2010년 12월 10일 ~ 2012년 8월 17일)
- AN 기사제인과 말썽꾸러기 용 (2006년 8월 31일 ~ 2006년 11월 24일, 2006년 11월 30일 ~ 2007년 2월 23일, 2007년 3월 2일 ~ 2007년 8월 24일)
- DR 깡순이 (2004년 5월 3일 ~ 2004년 8월 27일)
- AN 깨미 HD (2011년 2월 28일 ~ 2011년 8월 23일)
- AN 깨미랑 부카채카 HD (2009년 2월 23일 ~ 2011년 2월 22일)
- I 꼬마요리사 HD (1994년~1998년 | 2011년 3월 4일 ~ 2012년 2월 22일 | 2012년 3월 2일 ~ 2013년 2월 22일)
- AN 꼬마거북 프랭클린 HD (2011년 8월 29일 ~ 2012년 2월 21일, 2012년 8월 27일 ~ 2013년 8월 21일)
- AN 꼬마돼지 위블리 HD (2010년 2월 24일 ~ 2010년 8월 20일, 2011년 3월 5일 ~ 2011년 8월 27일)
- AN 꼬마버스 타요 HD (2010년 8월 23일 ~ 2010년 11월 16일 | 2011년 11월 30일 ~ 2012년 4월 26일 | 2014년 3월 5일 ~ 2014년 5월 29일 | 2016년 8월 31일 ~ 2016년 11월 24일 | 2018년 8월 29일 ~ 2019년 2월 20일 | 2021년 9월 1일 ~ 2021년 11월 25일 | 2024년 2월 28일 ~ 2024년 5월 23일)
- AN 꼬마산타 니콜라스 (2007년 11월 26일 ~ 2007년 12월 31일)
- AN 꼬마숙녀 스트로베리 (2008년 2월 27일 ~ 2008년 10월 3일)
- AN 꼬마자동차 붕붕 (2009년 10월 5일 ~ 2010년 3월 29일, 2010년 3월 30일 ~ 2010년 8월 20일, 2011년 9월 2일 ~ 2012년 8월 24일)
- AN 꼬마 음악가 모차르트 (2007년 3월 1일 ~ 2007년 5월 25일, 2007년 6월 1일 ~ 2007년 8월 24일, 2008년 2월 28일 ~ 2008년 8월 22일)
- AN 꼬마 히어로 슈퍼잭 HD (2018년 8월 30일 ~ 2019년 2월 21일, 2020년 8월 24일 ~ 2020년 12월 1일)
- AN 꼬미와 베베 HD (2020년 12월 17일 ~ 2021년 6월 25일)
- I 꾸러기 안전일기 (1999년 3월 1일 ~ 2001년 12월 14일)
- DR 꾸러기 천사들 HD (2011년 4월 4일 ~ 2011년 12월 30일)

## ㄴ
- DR 나팔꽃과 해바라기 (2003년 12월 3일)
- I 나눔 0700 HD (2010년 9월 4일 ~ )
- I 나눔+ HD (2008년 4월 6일 ~ 2008년 5월 9일)
- AN 내 친구 토토 (2009년 2월 25일 ~ 2009년 8월 19일, 2009년 8월 30일 ~ 2010년 2월 21일, 2010년 2월 26일 ~ 2010년 8월 20일, 2011년 3월 5일 ~ 2011년 8월 27일)
- AN 내 친구 티거와 푸 (2008년 2월 27일 ~ 2008년 8월 21일, 2009년 8월 28일 ~ 2009년 2월 18일, 2009년 6월 3일 ~ 2009년 8월 19일)
- AN 내 친구 티미 (2011년 2월 28일 ~ 2011년 8월 23일)
- AN 냉장고 나라 코코몽 HD (2008년 2월 27일 ~ 2008년 8월 20일 | 2011년 3월 4일 ~ 2011년 8월 26일 | 2015년 3월 4일 ~ 2015년 5월 28일 )
- DR 네 꿈을 펼쳐라 (1999년 3월 6일 ~ 2000년 2월 27일)
- AN 네모네모 스펀지 송 (2001년 7월 4일 ~ 2004년 2월 28일, 2006년 1월 2일 ~ 2008년 2월 22일, 2008년 7월 14일 ~ 2009년 2월 18일)
- DR 네 손톱 끝에 빛이 남아 있어 (2004년 3월 1일 ~ 2004년 3월 28일)
- I 넥스트 히어로 HD (2020년 11월 30일 ~ 2020년 12월 17일)

## ㄷ
- DO 다큐 로그인 HD (2017년 3월 5일 ~ 2018년 8월 19일)
- DR 달려라! 도라라 (2008년 10월 22일 ~ 2009년 2월 19일 | 2009년 2월 23일 ~ 2009년 8월 18일)
- AN 달려라 카카 (2008년 8월 25일 ~ 2009년 2월 20일 | 2010년 | 2012년)
- AN 도토리 문화센터 HD (2025년 6월 1일 ~ )
- AN 도와줘요! 코알라 형제 (2007년 8월 29일 ~ 2009년 2월 17일, 2009년 8월 26일 ~ 2009년 9월 30일, 2011년 2월 28일 ~ 2011년 5월 24일)
- DO 독립 다큐관 HD (2011년 9월 1일 ~ 2012년 2월 23일)
- AN 독수리 오형제 (2009년 3월 26일 ~ 2009년 9월 11일)
- I 동물일기 HD (2011년 3월 3일 ~ 2012년 8월 26일)
- AN 두근두근 신나는 뒷마당 (2010년 2월 26일 ~ 2011년 5월 27일, 2012년 8월 31일 ~ 2013년 2월 22일)
- AN 두기랑 스티커 여행 (2007년 8월 27일 ~ 2008년 2월 19일)
- AN 두기의 놀이학교 HD (2017년 3월 3일 ~ 2018년 2월 23일)
- AN 두다다쿵 (2013년 12월 18일 ~ 2014년 5월 21일 | 2015년 8월 31일 ~ 2016년 2월 23일 | 2020년 12월 28일 ~ 2021년 3월 23일)
- AN 두발네발 반야드 (2009년 2월 26일 ~ 2009년 5월 1일, 2010년 3월 28일 ~ 2010년 6월 6일)
- AN 두키 탐험대 HD (2013년 8월 27일 ~ 2017년 8월)
- I 딩동댕 딩동댕 HD (2025년 3월 24일 ~ )
- I 딩동댕 유치원 HD (1982년 3월 30일 ~ 2018년 8월 24일, 2019년 11월 11일 ~ 2020년 2월 14일, 2020년 5월 4일 ~ 2025년 2월 21일)
- I 떼굴떼굴 미술상자 HD (2011년 9월 14일 ~ 2012년 8월 24일)
- I 또개비 가족 HD (2020년 4월 30일 ~ 2020년 7월 24일, 2020년 10월 29일 ~ )
- AN 뚜바뚜바 눈보리 HD (2009년 8월 27일 ~ 2011년 2월 22일 | 2011년 9월 2일 ~ 2012년 2월 24일)
- AN 똑똑박사 에디 HD (2010년 12월 1일 ~ 2011년 2월 24일 | 2012년 10월 12일 ~ 2013년 2월 22일)
- AN 뚝딱남매 비츠와 밥 HD (2018년 8월 31일 ~ 2019년 1월 25일)
- AN 뚝딱뚝딱 밥아저씨 (2006년 2월 27일 ~ 2007년 2월 20일 | 2011년 3월 2일 ~ 2012년 2월 23일)
- AN 뛰뛰빵빵 올리 HD (2012년 2월 27일 ~ 2012년 8월 21일)

## ㄹ
- I 랄랄라 뿌우 HD (2018년 3월 28일 ~)
- AN 레온 (2011년 1월 10일 ~ 2011년 2월 25일, 2011년 5월 30일 ~ 2011년 9월 8일)
- AN 레이의 우주 대모험 (2006년 12월 25일 ~ 2007년 1월 5일, 2007년 9월 1일 ~ 2007년 11월 3일)
- AN 레인보우 루비 (2017년 3월 2일 ~ 2017년 8월 25일, 2020년 4월 2일 ~ 2020년 11월 20일)
- AN 레인보우 버블젬 (2023년 8월 30일 ~ 2023년 11월 30일 | 2025년 4월 9일 ~ 7월 3일)
- DR 레전드히어로 삼국전 HD (2016년 3월 2일 ~ 2016년 8월 18일)
- AN 로보의 별나라 여행 (2011년 2월 28일 ~ 2012년 2월 24일)
- AN 로보카 폴리 (2011년 2월 28일 ~ 2011년 7월 12일)
- V 로봇파워 (2005년 9월 9일 ~ 2011년 2월 25일)
- F 로저의 단짝친구들 (2007년 5월 28일 ~ 2007년 8월 21일)
- AN 로켓보이 (2009년 2월 26일 ~ 2009년 8월 21일)
- AN 리틀 아인슈타인 (2008년 8월 25일 ~ 2009년 8월 23일, 2010년 8월 27일 ~ 2011년 2월 25일)
- AN 리틀 프린세스 (2008년 8월 28일 ~ 2009년 2월 20일, 2009년 2월 23일 ~ 2009년 9월 29일)
- AN 릴로와 스티치 HD (2010년 8월 28일 ~ 2011년 2월 25일, 2012년 8월 31일 ~ 2013년 2월 22일)
- AN 릴리의 모험일기 (2008년 8월 25일 ~ 2008년 7월 8일)

## ㅁ
- AN 마야의 모험 HD (2013년 2월 25일 ~ 2014년 2월 19일)
- AN 마샤와 곰 HD (2012년 8월 27일 ~ )
- AN 만능수리공 매니 HD (2009년 8월 24일 ~ 2010년 2월 16일, 2010년 2월 25일 ~ 2010년 8월 20일, 2011년 6월 5일 ~ 2011년 8월 28일)
- AN 말썽꾸러기 띠떼프 (2002년 8월 26일 ~ 2002년 10월 17일, 2004년 ~ 2005년, 2005년 10월 4일 ~ 2005년 12월 30일)
- AN 머털도사 HD (2012년 8월 29일 ~ 2012년 11월 22일, 2012년 11월 28일 ~ 2013년 2월 19일)
- DR 멍냥꽁냥 (2018년 6월 7일 ~ 2018년 8월 23일)
- I 명사의 스승 HD (2008년 2월 25일 ~ 2008년 6월 2일)
- I 명의 HD (2007년 3월 1일 ~ )
- I 명의의 건강비결 HD (2013년 8월 27일 ~ 2014년 2월 21일)
- AN 명탐정 번개 (2010년 4월 16일 ~ 2010년 7월 22일)
- AN 메이저 HD (2009년 10월 14일 ~ 2009년 12월 14일 | 2009년 12월 15일 ~ 2010년 2월 10일 | 2010년 4월 26일 ~ 2010년 6월 22일)
- AN 모래요정 바람돌이 (2008년 10월 9일 ~ 2009년 2월 20일, 2009년 4월 27일 ~ 2009년 6월 18일, 2010년 1월 25일 ~ 2010년 4월 21일, 2011년 5월 31일 ~ 2011년 8월 24일)
- I 모여라 딩동댕 HD (2000년 10월 7일 ~ 2020년 8월 22일, 2020년 10월 11일 ~ )
- AN 모피와 친구들 HD (2013년 8월 26일 ~ 2017년 8월 17일)
- AN 몰랑이 HD (2017년 2월 27일 ~ 2017년 8월 15일)
- AN 못말리는 어린양 숀 (2007년 8월 27일 ~ 2008년 2월 19일, 2008년 2월 25일 ~ 2008년 7월 7일 | 2010년 8월 25일 ~ 2011년 2월 24일 | 2021년 ~ 2023년)
- AN 몽실몽실 동물마을 (2008년 8월 28일 ~ 2009년 2월 20일, 2009년 2월 27일 ~ 2010년 2월 19일)
- M 뭐든지 뮤직박스 HD (2019년 4월 4일 ~ 2019년 8월 23일, 2019년 10월 10일 ~ 2020년 2월 21일, 2020년 4월 30일 ~ 2020년 10월 23일)
- AN 미라벨의 동물극장 (2009년 2월 25일 ~ 2010년 2월 17일, 2011년 3월 2일 ~ 2011년 5월 26일)
- I 미래교육 플러스 HD (2019년 4월 2일 ~ 2022년 2월 18일)
- AN 미래소년 코난 (2007년 11월 26일 ~ 2008년 2월 19일)
- I 미래포럼 2050 HD (2008년 3월 1일 ~ 2008년 8월 23일)
- Q 미션 퀴즈 HD (2011년 9월 5일 ~ 2012년 2월 21일)
- AN 미스테리야 (2019년 8월 30일 ~ 2020년 2월 22일 | 2023년 11월 27일 ~ 2024년 2월 20일)
- AN 미앤마이로봇 HD (2013년 2월 25일 ~ 2013년 8월 20일 | 2013년 8월 26일 ~ 2014년 2월 18일)

## ㅂ
- I 바나나를 탄 끼끼 (2001년 8월 31일 ~ 2006년 8월 24일)
- I 방과후 반가운 시간 (2006년 2월 27일 ~ 2007년 8월 24일)
- AN 반짝 모자 노띠 (2006년 9월 2일 ~ 2007년 1월 14일, 2008년 2월 25일 ~ 2008년 6월 10일)
- AN 발리는 귀여워 (2007년 8월 30일 ~ 2008년 2월 22일, 2008년 2월 25일 ~ 2008년 8월 22일, 2009년 2월 28일 ~ 2009년 5월 30일)
- AN 방울이랑 비누 (2006년 8월 28일 ~ 2007년 8월 21일, 2007년 9월 1일 ~ 2008년 2월 23일)
- I 방귀대장 뿡뿡이 HD (2000년 3월 3일 ~ 2022년 8월 25일)
- AN 버블버블 인어친구들 HD (2012년 3월 2일 ~ 2014년 2월 21일)
- DR 번개맨과 안전맨 HD (2022년 11월 3일 ~ 2022년 12월 22일)
- AN 변신로봇5 (2009년 2월 25일 ~ 2010년 2월 17일, 2011년 8월 31일 ~ 2012년 2월 23일)
- AN 별난깜찍 수호천사 (2004년 ~ 2005년 2월, 2005년 ~ 2006년 2월)
- DR 별들의 합창 HD (2012년 3월 16일 ~ 2012년 8월 24일)
- AN 병뚜껑 빌 (2007년 8월 27일 ~ 2008년 2월 19일, 2008년 2월 25일 ~ 2008년 7월 8일)
- AN 베르사유의 장미 (2011년 2월 28일 ~ 2011년 5월 30일)
- AN 보물섬 (2008년 12월 25일 ~ 2009년 3월 27일, 2011년 3월 3일 ~ 2011년 5월 27일)
- AN 볼트론: 전설의 수호자 HD (2021년 2월 25일 ~ 2021년 5월 21일)
- AN 부와랑 코알라 (2008년 2월 25일 ~ 2009년 2월 17일)
- AN 블랑쉬와 숲속 친구들 (2008년 2월 28일 ~ 2008년 8월 22일, 2009년 2월 27일 ~ 2009년 8월 21일)
- AN 블루이 HD (2021년 9월 3일 ~ 2023년)
- AN 비키와 조니 (2008년 8월 28일 ~ 2009년 2월 20일, 2009년 2월 25일 ~ 2009년 8월 19일, 2011년 9월 2일 ~ 2012년 8월 24일)
- AN 빛의 전사 레나 (2007년 2월 28일 ~ 2007년 8월 22일, 2007년 9월 2일 ~ 2008년 2월 24일, 2008년 2월 29일 ~ 2008년 7월 11일)
- AN 빨강머리 앤 (2008년 5월 2일 ~ 2008년 7월 8일, 2008년, 2009년 6월 19일 ~ 2009년 8월 21일, 2010년 ~ 2011년 2월 25일)
- AN 빼꼼 HD (2006년 8월 28일 ~ 12월 25일, 2006년 12월 26일 ~ 2007년 2월 21일, 2007년 8월 27일 ~ 2008년 6월 6일, 2009년 2월 28일 ~ 2009년 8월 15일, 2011년 9월 2일 ~ 2012년 4월 10일, 2012년 7월 16일 ~ 2013년 2월 19일, 2014년 2월 24일 ~ 2014년 11월 25일)
- AN 빼꼼2 HD (2008년 6월 9일 ~ 7월 14일, 2008년 7월 15일 ~ 2009년 8월 18일, 2012년 4월 16일 ~ 2012년 7월 10일)
- AN 빼꼼 스포츠 HD (2010년 8월 29일 ~ 11월 21일, 2010년 11월 28일 ~ 2011년 2월 27일, 2011년 12월 6일 ~ 2012년 2월 20일)
- AN 빼꼼과 웃기는 녀석들 HD (2009년 8월 24일 ~ 2010년 2월 19일)
- AN 뽀롱뽀롱 뽀로로 HD (2003년 11월 27일 ~ )
- AN 뽀로로의 잉글리시 쇼 HD (2012년 12월 31일 ~ 2013년 3월 25일)
- I 뿡뿡이랑 냠냠 (2006년 9월 2일 ~ 2007년 8월 25일, 2007년 ~ 2010년)
- AN 부릉! 부릉! 브루미즈 HD (2010년 7월 14일 ~ 2011년 2월 24일 | 2012년 2월 27일 ~ 2012년 8월 21일 | 2016년 8월 29일 ~ 2016년 11월 22일)
- AN 빛의 전사 레나 (2007년 2월 28일 ~ 2007년 8월 22일, 2007년 9월 2일 ~ 2008년 2월 24일, 2008년 2월 29일 ~ 2008년 7월 11일)

## ㅅ
- AN 사랑해 클리포드 (2001년 | 2006년 3월 4일 ~ 2006년 7월 22일, 2008년 1월 1일 ~ 2008년 2월 22일)
- AN 삼국지 HD (2010년 9월 6일 ~ 2011년 2월 22일)
- I 세계의 명화 HD HD (1995년 3월 5일 ~ )
- V 사이언스쇼 기상천외 (2000년 10월 ~ 2002년 2월)
- V 생방송 뭐든지 해결단 HD (2021년 10월 4일 ~ 2023년 2월 24일)
- V 생방송 방과 후 듄듄 HD (2021년 3월 29일 ~ 2021년 10월 1일)
- V 생방송 톡!톡! 보니하니 HD (2003년 9월 29일 ~ 2021년 3월 26일)
- DO 세계테마기행 HD (2008년 2월 25일 ~ )
- I 수요극장 HD (2014년 6월 4일 ~ 2014년 9월 10일)
- AN 수학 특공대 우미주미 HD (2011년 3월 4일 ~ 2012년 2월 26일, 2012년 8월 27일 ~ 2013년 2월 19일)
- I 숲 속 친구 파파룰라 HD (2011년 5월 30일 ~ 2011년 8월 23일 | 2011년 11월 28일 ~ 2012년 2월 21일 | 2012년 8월 27일 ~ 2013년 2013년 8월 20일)
- AN 슈퍼와이 HD (2008년 2월 28일 ~ 2011년 10월 2일)
- I 서바이벌 쇼 영어 완전정복 (2011년 8월 31일 ~ 2011년 11월 30일)
- I 성공 재취업 HD (2011년 9월 2일 ~ 2012년 3월 30일)
- AN 스타워즈 클론전쟁 HD (2009년 8월 24일 ~ 2009년 10월 13일, 2010년 1월 29일 ~ 2010년 4월 15일)
- AN 스톰 호크 HD (2009년 6월 16일 ~ 2009년 8월 19일, 2011년 6월 2일 ~ 2011년 8월 26일 | 2011년 8월 31일 ~ 2012년 2월 23일)
- AN 스파이더맨 HD (2018년 2월 26일 ~ 2018년 5월 28일 | 2019년 8월 26일 ~  2020년 2월 18일, 2020년 2월 24일 ~ 2020년 3월 25일)
- AN 시간탐험대 (2009년 9월 17일 ~ 2010년 1월 28일)
- AN 신나는 과학 애니메이션 Why? (2009년 2월 23일 ~ 2009년 5월 19일, 2009년 5월 25일 ~ 2010년 8월 24일, 2012년 2월 27일 ~ 2012년 5월 22일)
- AN 신나는 요정학교 HD (2011년 3월 4일 ~ 2011년 8월 23일 | 2012년)
- I 싱어즈 HD (2019년 12월 22일 ~ )
- AN 세미와 매직큐브 (2018년 8월 1일 ~ 2019년 2월 7일, 2020년 3월 30일 ~ 5월 26일)

## ㅇ
- AN 아기상어 올리와 윌리엄  HD (2021년 9월 1일 ~ 12월 2일, 2022년 5월 30일 ~ 8월 23일)
- AN 아라리쇼 (2006년 8월 31일 ~ 2007년 2월 23일, 2007년 9월 1일 ~ 2008년 2월 23일)
- AN 아바타 아앙의 전설 HD (2007년 2월 27일 ~ 2007년 5월 26일, 2007년 11월 28일 ~ 2008년 2월 21일, 2009년 2월 23일 ~ 2009년 4월 7일, 2020년 12월 17일 ~ 2021년 2월 19일 | 2009년 4월 8일 ~ 2009년 5월 15일 | 2009년 5월 16일 ~ 2009년 6월 13일, 2009년 8월 27일 ~ 2010년 3월 28일)
- AN 안녕 루퍼트! (2009년 2월 26일 ~ 2009년 8월 21일, 2009년 8월 29일 ~ 2010년 2월 20일, 2011년 3월 6일 ~ 2011년 8월 28일)
- AN 안녕, 호플라! (2006년 2월 27일 ~ 2006년 8월 25일, 2006년 8월 28일 ~ 2007년 2월 20일, 2007년 2월 26일 ~ 2007년 8월 24일)
- AN 야호 응가네! (2006년 8월 30일 ~ 2007년 2월 21일, 2007년 2월 28일 ~ 2007년 8월 22일)
- AN 야! 찾았다 (2006년 8월 31일 ~ 2007년 2월 23일)
- AN 어린 왕자 HD (2012년 2월 27일 ~ 2012년 8월 21일)
- DR 어린이 모험극 스파크 (2009년 2월 23일 ~ 2009년 6월 2일)
- DR 언제나 푸른 마음 (1994년 3월 5일 ~ 1996년 2월 24일)
- AN 엄마 찾아 삼만리 (2008년 12월 22일 ~ 2009년 4월 20일)
- I 원더풀 사이언스 HD (2008년 4월 3일 ~ 2011년 8월 27일)
- I 오페라 하우스 HD  (2011년 12월 3일 ~ 2011년 12월 24일, 2011년 12월 31일 ~ 2012년 2월 25일)
- AN 오스카의 오아시스 HD (2011년 2월 28일 ~ 2013년 2월 22일)
- AN 와글와글 친구들 HD  (2011년 2월 28일 ~ 2012년 8월 24일, 2013년 3월 1일 ~ 2014년 8월 21일)
- V 왕초보 영어 HD (2016년 2월 28일 ~ )
- AN 요술공주 세리 HD (2009년 10월 12일 ~ 2010년 1월 20일, 2010년 6월 29일 ~ 2010년 8월 17일)
- AN 요절복동 사총사 (2010년 8월 28일 ~ 2011년 2월 26일)
- AN 우당탕마을 (2009년 6월 8일 ~ 2009년 8월 18일)
- AN 우당탕탕 아이쿠 HD (2010년 5월 28일 ~ 2010년 11월 19일 | 2011년 8월 29일 ~ 2012년 2월 20일)
- AN 워드 월드 HD (2009년 2월 23일 ~ 2012년 2월 24일)
- I 위대한 수업 그레이트 마인즈 HD (2021년 8월 30일 ~ 2022년 6월 9일, 2022년 8월 29일 ~ 2023년 7월 18일, 2023년 8월 28일 ~ 2024년 7월 24일, 2024년 9월 30일 ~ 2025년 2월 21일)
- AN 으라차차 라차차 (2007년 12월 23일 ~ 2008년 6월 13일, 2008년 ~ 2009년 8월 21일)
- AN 은하철도 999 (2008년 7월 14일 ~ 2008년 12월 18일, 2009년 6월 7일 ~ 2010년 2월 21일)
- AN 이상한 나라의 지니 (2007년 2월 26일 ~ 2007년 5월 22일, 2007년 5월 28일 ~ 2007년 8월 21일, 2008년 8월 25일 ~ 2008년 11월 24일, 2009년 2월 23일 ~ 2009년 5월 25일)
- AN 이상한 나라의 폴 (2009년 4월 21일 ~ 2009년 8월 11일)
- I 일요시네마  HD (1998년 9월 6일 ~ )

## ㅈ
- V 자이언트 펭TV HD (2019년 4월 2일 ~ )
- AN 작은 녀석들 (2009년 2월 16일 ~ 2009년 2월 20일, 2009년 2월 26일 ~ 2010년 2월 19일)
- AN 장난감 나라의 노디 HD (2011년 3월 2일 ~ 2011년 5월 26일)
- Q 장학퀴즈 HD (1997년 1월 12일 ~ 2024년 7월 28일)
- AN 제로니모의 모험 HD (2010년 8월 23일 ~ 2011년 2월 22일, 2011년 8월 31일 ~ 2012년 2월 23일 | 2012년 2월 29일 ~ 2012년 8월 23일 | 2019년)
- DR 점프 HD (2005년 10월 17일 ~ 2006년 4월 18일, 2006년 4월 24일 ~ 2006년 7월 11일)
- AN 정글북 (2011년 2월 28일 ~ 2012년 2월 21일 | 2014년)
- DR 조식포함 아파트 HD (2018년 9월 11일 ~ 2018년 11월 27일)
- AN 좌충우돌 형제 HD (2011년 3월 4일 ~ 2011년 8월 26일)
- V 즐거운 수학 EBS MATH HD (2013년 8월 26일 ~ )
- DR 지구 영웅 번개맨  (2025년 5월 10일 ~ 2025년 8월 30일)
- DR 지금도 마로니에는 (2005년 1월 22일 ~ 2005년 5월 8일)
- I 지식채널e HD (2005년 9월 5일 ~ )

## ㅊ
- I 천사랑 (2006년 11월 1일 ~ 2007년 10월 25일, 2007년 ~ 2010년)
- AN 출동! 안전 구조대 (2008년 2월 28일 ~ 2008년 8월 21일)
- AN 춤추는 곰, 콩야 HD (2012년 5월 30일 ~ 2012년 8월 30일)
- AN 치로와 친구들 HD (2007년 8월 27일 ~ 2008년 2월 19일, 2010년 11월 1일 ~ 2010년 11월 26일)
- AN 치로의 클래식 동요 HD (2010년 11월 29일 ~ 2011년 2월 22일)
- AN 칙칙폭폭 처깅턴 HD (2009년 2월 23일 ~ 2010년 2월 19일 | 2010년 9월 3일 ~ 2011년 2월 25일)
- I 최고다! 호기심딱지 HD (2014년 3월 26일 ~ 2014년 9월 17일, 2014년 9월 24일 ~ 2015년 3월 16일, 2015년 12월 28일 ~ 2017년 6월 22일, 2019년 4월 19일 ~ )

## ㅋ
- AN 캐니멀 HD (2011년 3월 2일 ~ 2011년 8월 25일)
- AN 코툰 사총사 (2007년 8월 30일 ~ 2008년 2월 22일)
- AN 쿵후 스컹크! HD (2011년 3월 2일 ~ 2011년 8월 25일)
- Q 퀴즈 천하통일 (2000년 10월 ~ 2004년 8월)
- AN 크로스 게임 HD (2010년 7월 23일 ~ 2011년 1월 20일)
- I 클래스 e
- AN 클로이의 요술옷장 HD (2010년 8월 25일 ~ 2011년 2월 24일, 2011년 3월 5일 ~ 2011년 5월 28일, 2012년 8월 29일 ~ 2013년 2월 21일)
- I 키득키득 실험실 (2009년 8월 24일 ~ 2011년 8월 25일)

## ㅌ
- I 토끼가 까꿍 (2004년 ~ 2006년 8월 25일)
- AN 톰 소여의 모험 (2008년 2월 25일 ~ 2008년 5월 1일)
- AN 트랜스포머 프라임 HD (2011년 8월 29일 ~ 2011년 11월 22일, 2011년 11월 28일 ~ 2012년 2월 21일, 2012년 3월 2일 ~ 2012년 8월 24일 | 2012년 8월 31일 ~ 2013년 2월 22일)
- AN 트위니스 (2001년 11월 12일 ~ 2003년)
- AN 티시태시 HD (2020년 9월 28일 ~ 2020년 12월 22일)

## ㅍ
- AN 파프리카 HD (2018년 2월 26일 ~ 2018년 8월 21일)
- AN 팻 & 스탠 HD (2009년 8월 27일 ~ 2010년 2월 21일)
- AN 폴리와 함께하는 교통안전 이야기 HD (2011년 11월 14일 ~ 2011년 12월 20일)
- AN 풍선코끼리 발루뽀 HD (2013년 8월 28일 ~ 2014년 1월 | 2014년 9월 1일 ~ 2014년 11월 25일)
- DR 플루토 비밀결사대 HD (2014년 2월 7일 ~ 2014년 5월 23일)
- AN 플라워링 하트 HD (2016년 2월 29일 ~ 2016년 5월 24일, 2017년 5월 29일 ~ 2017년 11월 21일, 2024년 ?월 ?일 ~ 2024년 ?월 ?일)
- AN 플랜더스의 개 HD (1994년 9월 2일 ~ 1995년 2월 24일, 2007년 8월 27일 ~ 2007년 11월 22일)
- AN 피들리 팜 HD (2011년 8월 31일 ~ 2012년 2월 24일)
- AN 피터팬 HD (2013년 3월 1일 ~ 2013년 8월 23일)
- AN 피피루 안전특공대 HD (2019년 1월 2일 ~ 2019년 3월 27일, 2019년 7월 12일 ~ 2019년 8월 23일, 2021년 2월 9일 ~ 2021년 2월)
- AN 핑키의 이야기 상자 (2007년 2월 28일 ~ 2007년 5월 23일 | 2007년 8월 30일 ~ 2008년 2월 22일)

## ㅎ
- DO 하나뿐인 지구 HD (1991년 9월 6일 ~ 2017년 3월 10일)
- I 하늘천따지 (2001년 6월 3일 ~ 2002년 2월 20일)
- AN 하얀 물개 (2007년 5월 30일 ~ 2007년 8월 22일)
- AN 하프와 친구들 (2022년 3월 2일 ~ 2022년 7월 7일 | 2024년 11월 27일 ~ 2025년 1월 23일)
- DO 한국기행 HD (2009년 8월 24일 ~ )
- I 한국영화특선  HD (2000년 12월 9일 ~ )
- I 한글친구 아라차 HD (2011년 9월 15일 ~ 2012년 12월 28일)
- I 핫도그랑 만들어 볼까요 HD (2020년 4월 27일 ~ 2020년 8월 19일, 2020년 8월 24일 ~ )
- I 해요와 해요 (2020년 4월 27일 ~ 2020년 7월 24일, 2020년 8월 10일 ~ )
- AN 행복배달부 팻아저씨 (2006년 3월 2일 ~ 2006년 8월 25일, 2006년 8월 31일 ~ 2007년 2월 23일 | 2012년 3월 2일 ~ 2013년 2월 22일)
- AN 헬로 부부토 (2008년 8월 28일 ~ 2009년 2월 20일, 2009년 2월 26일 ~ 2009년 8월 21일)
- AN 환경전사 젠타포스 (2003년)
- AN 형사 가제트 HD (2020년 4월 1일 ~ 2020년 8월 19일)
- I 효도우미 0700 HD (1998년 3월 ~ 2010년 8월 21일)

## 숫자 또는 영문
- AN 1초 HD (2024년 11월 24일 ~ 2025년 1월 5일)
- S EBS 10시 뉴스 HD (2010년 2월 22일 ~ 2011년 2월 25일)
- I EBS 고운노래발표회 HD (1998년 ~ 2009년)
- S EBS 글로벌뉴스 HD (2021년 4월 5일 ~ 2022년 2월 25일)
- S EBS 뉴스 12 HD (2022년 2월 28일 ~ )
- DO EBS 다큐프라임  HD (2008년 2월 25일 ~ )
- M EBS 스페이스 공감 HD (2004년 4월 3일 ~
- S EBS 저녁뉴스 HD (2008년 2월 25일 ~ )
- S EBS 정보마당 HD (2007년 9월 3일 ~ 2008년 2월 22일)
- S EBS 정오뉴스 HD (2011년 2월 28일 ~ 2021년 4월 2일)
- S EBS 초대석 HD (2010년 2월 28일 ~ 2013년 2월 22일, 2013년 8월 28일 ~ )
- I EBS 현장리포트 (2003년 9월 1일 ~ 2004년 2월 27일)
- V EBSe 생활영어
- DO EIDF 걸작선 HD (2019년 8월 30일 ~ )
- I GO! GO! Giggles (2003년 11월 ~ 2004년, 2004년 ~ 2008년 2월 22일)
- I How - 만들어 볼까요 (2003년 2월 26일 ~ )
- DR TV로 보는 원작동화 HD (2002년 3월 1일 ~ 2003년 8월 20일 | 2011년 4월 5일 ~ 2011년 8월 23일)

## 같이 보기
- 한국방송공사의 텔레비전 프로그램 목록
- 문화방송의 텔레비전 프로그램 목록
- SBS의 텔레비전 프로그램 목록
- OBS경인TV의 텔레비전 프로그램 목록
- KNN의 텔레비전 프로그램 목록
- tvN의 텔레비전 프로그램 목록
- OCN의 텔레비전 프로그램 목록
- JTBC의 텔레비전 프로그램 목록
- 매일방송의 텔레비전 프로그램 목록
- TV조선의 텔레비전 프로그램 목록
- 채널A의 텔레비전 프로그램 목록